# Anglesola
Anglesola é um município da Espanha na comarca de Urgel, província de Lérida, comunidade autónoma da Catalunha. Tem 23,5 km² de área e em 2021 tinha 1 356 habitantes (densidade: 57,7 hab./km²).

## Demografia
| Variação demográfica do município entre 1991 e 2004 [carece de fontes?] | Variação demográfica do município entre 1991 e 2004 [carece de fontes?] | Variação demográfica do município entre 1991 e 2004 [carece de fontes?] | Variação demográfica do município entre 1991 e 2004 [carece de fontes?] |
| ----------------------------------------------------------------------- | ----------------------------------------------------------------------- | ----------------------------------------------------------------------- | ----------------------------------------------------------------------- |
| 1991                                                                    | 1996                                                                    | 2001                                                                    | 2004                                                                    |
| 1252                                                                    | 1211                                                                    | 1219                                                                    | 1293                                                                    |